# Harrisonville (Nueva Jersey)
Harrisonville es un lugar designado por el censo ubicado en el condado de Gloucester en el estado estadounidense de Nueva Jersey. En el Censo de 2020 tenía una población de 306 habitantes y una densidad poblacional de 58,29 habitantes por km². Fue incluido como CDP en el censo de 2020.

## Geografía
Harrisonville se encuentra ubicado en las coordenadas 39°41′06″N 75°15′58″O / 39.68500, -75.26611.  Según la Oficina del Censo de los Estados Unidos,  tiene una superficie total de 5,25 km², de la cual 5,19 km² corresponden a tierra firme y 0,06 km² a agua.